# ألوان وطنية لإسرائيل

علم إسرائيل الحديث, خطوط زرقاء أفقية على خلفية بيضاء مع نجمة داود زرقاء اللون في وسط العلم.

اللونان الوطنيان لإسرائيل هما الأزرق والأبيض كما يظهر على علم إسرائيل.

## تاريخ
يمثل هذان اللونان القوميان حب الوطن في الاستخدام الحديث بما في ذلك الأشخاص والسلطات الحكومية. ومع ذلك, لم يتم ذكر هذه الألوان بموجب القانون, لكنها ألوان وطنية في ممارسة غير رسمية وموضوعية. تزين الألوان الزرقاء والبيضاء العديد من الأعلام والرموز وما إلى ذلك. على سبيل المثال: أزرق أبيض (Blau-Weiss) لحظة الشباب الصهيوني في ألمانيا وأغنية الأزرق والأبيض (هي) الوطنية. يذكر سفر العدد في 15:38, أنه يقول أن الإسرائيليين أُمروا بوضع هامش على زوايا ثيابهم, ووضع حبل من الحدود الزرقاء على هذه الأطراف.